# Llanfynydd (Flintshire)
Pour les articles homonymes, voir Llanfynydd.
Llanfynydd est un village et une communauté du Flintshire, au pays de Galles. Il est situé dans la vallée de la Cegidog, à une dizaine de kilomètres au nord-ouest de la ville de Wrexham. Au moment du recensement de 2011, il comptait 1 850 habitants.